# Josef Andreas Jungmann
Josef Andreas Jungmann SJ (* 16. November 1889 in Sand in Taufers, Südtirol; † 26. Januar 1975 in Innsbruck) war ein österreichischer Jesuit, Liturgiker und Konzilsberater.  Er gilt als Vertreter einer kerygmatischen Theologie.

## Leben
Nach dem Studium in Brixen, Innsbruck, München und Wien wurde er 1913 zum Priester geweiht und trat 1917 in die Gesellschaft Jesu ein. Ab 1925 hielt er Vorlesungen über Pädagogik, Katechetik und Liturgik an der Leopold-Franzens-Universität Innsbruck. Dort wurde er 1930 außerordentlicher Professor, 1934 ordentlicher Professor und ab 1956 Honorarprofessor für Pastoraltheologie. Im Studienjahr 1953/54 war er Rektor der Universität Innsbruck. Am 9. November 1972 wurde ihm die Ehrendoktorwürde der Universität Salzburg verliehen.
Er unterstützte die Liturgische Bewegung, plädierte für eine aktive Teilnahme der Gläubigen an der Liturgie und erhellte durch umfassende liturgiegeschichtliche Forschungen Werden und Wandel der Heiligen Messe im Lauf der Jahrhunderte. Insbesondere sein Hauptwerk Missarum Sollemnia förderte die Einsicht in das Gewordensein der liturgischen Vollzüge, ihren ursprünglichen Sinn und die Legitimität sachgemäßer Erneuerung.
Ab 1960 war er Mitglied der vorbereitenden Kommission, ab 1962 Mitglied der Kommission für die Liturgiereform des Zweiten Vatikanischen Konzils.
Im Jahr 2020 wurde ein Dokumentarfilm über Leben und Werk des Theologen gedreht. Der Film von Manfred Feichter, der den Titel Nihil scire nisi Christum – Pater Josef Andreas Jungmann und die Liturgiereform trägt, ist Teil einer Dauerausstellung in Jungmanns Heimatgemeinde Sand in Taufers.

## Ehrungen
Im Jahr 2001 hat Jungmanns Heimatgemeinde Sand in Taufers die neu errichtete Öffentliche Bibliothek nach ihm benannt.

## Werke
- Die Stellung Christi im liturgischen Gebet. Münster 1925, 2. Aufl. 1962 (Habilitationsschrift).
- Die Frohbotschaft und unsere Glaubensverkündigung. Pustet, Regensburg 1936.
- Die liturgische Feier. Pustet, Regensburg 1939.
- Christus als Mittelpunkt religiöser Erziehung. Herder, Freiburg i. Br. 1939.
- Gewordene Liturgie. Rauch, Innsbruck 1941.
- Die Eucharistie. Herder, Wien 1946.
- Missarum Sollemnia. Eine genetische Erklärung der römischen Messe. 2 Bände. Herder, Wien 1. Aufl. 1948; 2. Aufl. 1949, 5. Aufl. Herder, Wien-Freiburg-Basel und Nova & Vetera, Bonn 1962, ISBN 3-936741-13-1.
- Liturgisches Erbe und pastorale Gegenwart. Tyrolia, Innsbruck/Wien/München 1960.
- Liturgische Erneuerung. Rückblick und Ausblick. Butzon und Bercker, Kevelaer 1962 (= Entscheidung Bd. 29).
- Der Gottesdienst der Kirche. Auf dem Hintergrund seiner Geschichte kurz erläutert, Tyrolia, Innsbruck-Wien-München 3. Aufl. 1962.
- Liturgie der christlichen Frühzeit bis auf Gregor den Grossen. Univ., Freiburg/Schweiz 1967.
- Christliches Beten in Wandel und Bestand. Verlag Ars Sacra, München 1969 (= Reihe „leben und glauben“).
- Messe im Gottesvolk. Ein nachkonziliarer Durchblick durch Missarum Sollemnia. Herder, Freiburg-Basel-Wien 1970.